# Kenneth Rogoff
Kenneth Saul "Ken" Rogoff (Rochester, Nueva York, Estados Unidos; 22 de marzo de 1953) es un economista estadounidense. Actualmente es profesor de economía y política pública en la Universidad de Harvard.

## Biografía
Rogoff nació y creció en Rochester, Nueva York. Su padre era profesor de radiología en la Universidad de Rochester. Rogoff obtuvo su licenciatura y maestría en economía summa cum laude de la Universidad de Yale en 1975, y más adelante un PhD en Economía del Massachusetts Institute of Technology.

## Ajedrez
Rogoff aprendió a jugar al ajedrez de su padre cuando tenía seis años, pero no fue sino hasta sus trece años cuando se interesó seriamente en el juego. Poco después fue reconocido como un prodigio del juego. A sus dieciséis años dejó el colegio para dedicarse al ajedrez, y pasó los dos años siguientes viviendo principalmente en Europa y participando en torneos . A sus dieciocho años, Rogoff decidió no convertirse en jugador profesional y tomó la decisión de ir a la universidad para estudiar economía; no obstante, continuó jugando al ajedrez durante muchos años. Terminó segundo en el Campeonato de EE. UU. de 1975, el cual también sirvió como competición Zonal, a medio punto detrás de Walter Browne; esto resultó en su clasificación para el Interzonal en Biel de 1976 en donde terminó 13-15º. En otros torneos, empató por el primer lugar en Norristown en 1973 y en Orense en 1976. También ha empatado en juegos individuales contra los excampeones del mundo Mijaíl Tal y Tigrán Petrosián. En 2012 empató en un juego rápido contra el jugador mejor clasificado del mundo, Magnus Carlsen.

## Carrera como economista
En los primeros años de su carrera, Rogoff fue economista del Fondo Monetario Internacional, y luego de la Junta de Gobernadores del Sistema de la Reserva Federal. Años después se convirtió en el profesor de Asuntos Internacionales de la Universidad de Princeton. También fue profesor en Harvard.
En 2002, Rogoff fue el foco de atención pública debido una disputa que tuvo con Joseph Stiglitz, un execonomista en Jefe del Banco Mundial y ganador del Premio Nobel en economía en 2001. Luego de que Stiglitz criticara al FMI en su libro, Globalization and Its Discontents, Rogoff respondió en una carta abierta.

### Crisis del 2008
El economista Alan Blinder le reconoce a Rogoff y Carmen Reinhart haber descrito distintos aspectos relevantes de la Crisis de las hipotecas subprime y la recesión que le siguió.
En una recesión habitual, como las de 1991 o 2000 en Estados Unidos, las herramientas keynesianas de estímulo fiscal (como las reducciones impositivas y el gasto público en infraestructura) y las políticas monetarias expansivas (estímulos monetarios) suelen enderezar el rumbo económico en cuestión de meses, generando una mejora en la economía.
Por el contrario, el casi colapso económico del 2008 destruyó partes del sistema financiero y dejó a otras debilitadas, con la necesidad de desapalancarse. Quedaron grandes cantidades de deuda pública, hipotecaria, corporativa, y de instituciones financieras. Esta gran cantidad de deuda hizo que las habituales políticas económicas keynesianas o no fueran posibles, o bien fueran difíciles de digerir políticamente.

## Obras
This Time Is Different: Eight Centuries of Financial Folly (en español, Esta Vez Es Diferente: Ocho Siglos De Disparates Financieros) fue publicado en octubre de 2009, junto a Carmen Reinhart.
En la La maldición del efectivo (The Curse of Cash), publicado en 2016, insta a los Estados Unidos a eliminar gradualmente el papel moneda y en concreto y por orden el billete de 100 dólares, luego el de 50 dólares, luego el de 20 dólares, dejando solo las denominaciones más pequeñas en circulación. Es uno de los defensores de la eliminación del efectivo (cash) que puede dar un control total al sector financiero sobre los movimientos de dinero. Para Rogoff la eliminación del dinero en efectivo permitiría a los bancos centrales podrían aplicar tasas de intereses negativos y cobrar por los depósitos. Argumenta que en una sociedad sin efectivo, todo el mundo estaría obligado a mantener su dinero en forma de depósitos bancarios digitales lo que implicaría que durante las recesiones los bancos centrales podrían usar el sistema bancario para capturar los depósitos de sus clientes utilizando cargos negativos, obligándoles por tanto a gastar en lugar de ahorrar ya que los clientes no pueden tener ningún control sobre el dinero y no podrían retirar el efectivo evitando en última instancia el pánico bancario.

### Controversias
En abril de 2013, Rogoff fue el foco de atención mundial junto a Carmen Reinhart (coautora del libro Esta Vez es Diferente) cuando su estudio (ampliamente citado) Crecimiento en Tiempo de Deuda, resultó contener errores de computación que, según sus críticos, socavan la tesis central del mismo de que niveles de deuda excesiva causan recesiones.
Un análisis realizado por Herndon, Ash y Pollin argumentó que "errores de codificación, exclusión selectiva de información que estaba disponible, y una asignación de peso no convencional de estadísticas llevaron a graves errores que representaron en forma inadecuada la relación entre la deuda pública y crecimiento del PIB de 20 economías desarrolladas en el periodo de pos-guerra". Sus cálculos demostraron que los países altamente endeudados crecieron a un ritmo del 2,2 por ciento anual y no al -0,1 por ciento que inicialmente habían concluido Reinhart y Rogoff. Rogoff y Reinhart indicaron que sus conclusiones fundamentales eran correctas, pese a los errores y después de haberlos corregido. Posteriores publicaciones académicas de Rogoff y Reinhart, y del Fondo Monetario Internacional, en los que no se encontraron los mismos errores, llegaron a conclusiones similares a las de la publicación inicial. El tema sigue siendo controvertido, debido a las ramificaciones políticas de la investigación, aunque los mismos Rogoff y Reinhart han dicho que "la discusión cargada de política... ha equiparado nuestro descubrimiento de una asociación negativa entre deuda y crecimiento con una inequívoca petición de austeridad".